# Gnoméo et Juliette
Pour les articles homonymes, voir Roméo et Juliette.
Série
Sherlock Gnomes
(2018)
Pour plus de détails, voir Fiche technique et Distribution.
Gnoméo et Juliette (Gnomeo and Juliet) film d'animation américano-britannique réalisé par Kelly Asbury et sorti en 2011.
Séparés par une simple barrière en bois, les nains bleus d'un côté et les nains rouges de l'autre ne cessent de se faire la guerre, utilisant, de génération en génération, leurs jardins comme champs de bataille ! Mais alors qu'ils sont supposés se détester, la jolie Juliette au bonnet rouge et le brave Gnomeo sous son bonnet bleu tombent follement amoureux. Épaulés par leurs fidèles amis Nanette la grenouille, Champi et leur flamant rose en plastique adoré arriveront-ils à faire accepter leur amour à leur famille respective ?

## Synopsis
À Stratford-upon-Avon, les vieux voisins Madame Montague et M. Capulet se méprisent. Lorsqu'ils quittent leurs jardins respectifs, leurs Nain de jardin et autres ornements de pelouse prennent vie. Le jardin de Montague est rempli de gnomes à bonnet bleu dirigés par Lady Blueberry, et le jardin Capulet est rempli de gnomes à  bonnet rouge dirigés par Lord Redbrick, qui entretiennent eux aussi une querelle comme leurs propriétaires. Un jour, dans une course de tondeuses à gazon dans la ruelle, le fils de Lady Blueberry, Gnoméo, affronte son rival Tybalt des bonnet rouge, qui détruit la tondeuse à gazon de Gnoméo.
Cette nuit-là, Gnoméo et son meilleur ami Benny déguisés infiltrent le jardin rouge pour vandaliser la tondeuse de Tybalt pour se venger, mais Benny vandalise plutôt le puits de Tybalt et déclenche accidentellement un des systèmes de sécurité. Au cours de leur évasion, Gnomeo se retrouve dans un jardin abandonné à proximité et tombe sur une Juliette déguisée, fille de Lord Redbrick, qui n'aime pas la nature surprotectrice de son père et tente de récupérer une orchidée unique de la flèche de Cupidon sur le toit de la serre. Les deux sont enthousiasmés par l'autre et un combat coquin pour la fleur s'ensuit, culminant avec la chute du couple dans un étang et la découverte des couleurs de l'autre. Choquée, Juliette s'enfuit chez elle et raconte à son amie arrosage de grenouille Nanette son nouvel amour. Même si elle considère cela comme une romance tragique, Nanette promet de garder le secret.
Gnoméo et Juliette continuent de se revoir secrètement dans le jardin voisin, où ils rencontrent un flamant rose en plastique nommé Flamingo qui encourage leur amour. Lord Redbrick essaie d’arranger un rendez-vous pour Juliette avec un nain rouge autoritaire nommé Paris, mais Juliette le distrait avec Nanette, qui tombe rapidement amoureux de lui. Lady Blueberry est bouleversée après que les Rouges dirigés par Tybalt se soient infiltrés dans leur jardin pour détruire la plante qui a été plantée par le défunt père de Gnomeo en représailles pour le vandalisme. Les Bleus encourager Gnoméo à se venger contre les Rouges, mais alors qu'il est sur le point de pulvériser leurs précieuses tulipes avec de l'insecticide, Juliette l'attrape en flagrant délit, ce qui a incité Gnoméo à annuler son plan. De retour dans le jardin abandonné, les deux se disputent jusqu'à ce que Flamingo leur raconte comment il a perdu son compagnon bien-aimé lorsque le couple vivant dans la maison du jardin a divorcé et que chacun a pris un flamant rose, laissant Flamingo enfermé dans un hangar à outils pendant des années. Il incite les deux nains à ne pas laisser leurs différences familiales entraver leur amour. Inspirés par l'histoire de Flamingo, Gnomeo et Juliette se réconcilient et jurent de construire le jardin ensemble.
Benny voit les deux sur le point de s'embrasser et court dans la ruelle, ignorant que Tybalt (qui veut se venger de son puits qui a été vandalisé) l’attend avec sa tondeuse à gazon. Il a réussi à casser le bonnet de Benny, mais un Gnoméo enragé intervient, incitant un combat jusqu'à ce que la tondeuse à gazon se heurte au mur, fracassant Tybalt. En blâmant Gnoméo pour le cassage, les Rouges l'attaquent, ce qui pousse accidentellement Gnoméo puis tout le monde croit que Gnomeo est mort en voyant des morceaux de porcelaine d’une théière bleu qui est tombée d'un camion qui à faillit le percuter. Une Juliette bouleversée tente de se précipiter sur la route, mais Lord Redbrick l'a ramenée au jardin et colle ses pieds à sa tour pour sa propre sécurité.
L'ami champignon de Gnoméo, Champi, découvre que Gnoméo est toujours en vie et a été attrapé par un chien dans un parc voisin, où il atterrit sur une statue de William Shakespeare et lui raconte son histoire. Shakespeare note que le conte de Gnoméo est similaire à sa propre histoire de Roméo et Juliette et prédit que celui de Gnoméo aura une fin tragique comme la sienne. Pendant ce temps, Benny se faufile dans la maison de Mlle Montague et utilise son ordinateur pour commander une puissante tondeuse à gazon Terrafirminator pour se venger des Rouges. Le Terrafirminator arrive rapidement et fonctionne d'abord bien avec la destruction du jardin rouge, mais Benny en perd le contrôle et la machine commence à détruire les deux jardins pendant que les nains mènent une guerre à grande échelle.
Après que Gnoméo ait appris de Champi que Juliette est en danger, il retourne dans les jardins avec l'aide de Flamingo et Champi. Pendant ce temps, le Terrafirminator a détruit la plupart des jardins et vise maintenant la tour de Juliette. Juliette est soulagée de voir Gnoméo vivant, mais le bonheur est de courte durée car Gnoméo est incapable de libérer ses pieds collés. Juliette  persuade Gnoméo de se sauver, mais il refuse de la quitter, et ils partagent ensembles un baiser alors que la tondeuse à gazon s'écrase dans la tour avant de s'autodétruit, les tuant apparemment tous les deux. Réalisant les conséquences de leur querelle, une Lady Blueberry et Lord Redbrick en deuil se réconcilient et mettent fin à leur chamailleries. Soudain, Gnoméo et Juliette sortent des ruines indemnes et, alors que les deux clans célèbrent, le couple s'embrasse. Plus tard, un Tybalt réformé est reconstruit, et Flamingo est réuni avec son compagnon. Tout le monde voit joyeusement Gnoméo et Juliette partir alors qu'ils se marient et s'en vont sur une tondeuse à gazon violette, ce qui signifie la nouvelle union entre les familles.

## Fiche technique
Sauf indication contraire, les informations mentionnées dans cette section peuvent être confirmées par la base de données cinématographiques IMDb,  présente dans la section « Liens externes ».
- Titre original : Gnomeo & Juliet
- Titre français : Gnoméo et Juliette
- Réalisation : Kelly Asbury
- Scénario : Kelly Asbury, Mark Burton, Andy Riley, Kevin Cecil, Emily Cook, Kathy Greenberg et Steve Hamilton Shaw, d'après Roméo et Juliette de William Shakespeare
- Direction artistique : Karen deJong et Andrew Woodhouse
- Montage : Catherine Apple
- Musique : Chris Bacon et James Newton Howard ; chansons originales d'Elton John
- Production : Baker Bloodworth, David Furnish et Steve Hamilton Shaw

Coproducteur : Igor Khait
Production associée : Kara Lord
Production déléguée : Elton John
- Sociétés de production : Touchstone Pictures et Rocket Pictures
- Société de distribution : Walt Disney Studios Distribution (États-Unis, France)
- Budget : 36 millions de dollars
- Pays d'origine :  États-Unis,  Royaume-Uni,  Canada
- Langue originale : anglais
- Format : couleur
- Genre : animation, comédie romantique, fantasy
- Durée : 84 minutes
- Dates de sortie[1] :
  - États-Unis, Royaume-Uni : 11 février 2011
  - France : 16 février 2011

## Distribution

### Voix originales
- Emily Blunt : Juliette
- James McAvoy : Gnomeo
- Jason Statham : Tybalt
- Julie Walters : Lady Montague
- Richard Wilson : Lord Capulet
- Maggie Smith : Lady Bluebury
- Michael Caine : Lord Redbrick
- Patrick Stewart :	William Shakespeare
- Jim Cummings : Featherstone
- Matt Lucas : Benny
- Dolly Parton : Dolly Gnome
- Ashley Jensen : Nanette
- Hulk Hogan : Terrafirminator
- Stephen Merchant : Paris
- Ozzy Osbourne : Fawn

### Voix françaises
- Michaël Grégorio : Gnoméo
- Célia Charpentier : Juliette
- Martine Meirhaeghe : Nanette
- Cyrille Artaux : Benny
- Guillaume Lebon : Flamingo
- Denis Boileau : Lord Redbrick
- Nicole Favart : Dame Bluebury
- Laurent Larcher : Tybalt
- Thamila Mesbah : Madame Montague
- Michel Paulin : M. Capulet
- Emmanuel Curtil : Faon
- Alain Courivaud : William Shakespeare
- Emmanuel Garijo : Paris
- Omar Yami : Terrafirminator
- Delphine Benko : Dolly Gnome
- Michel Vigné : la voix de la publicité pour le Terrafirminator
- Geoffrey Givier, Omar Yami, Joachim Salinger, Edouard Rouland et Olivier Chauvel : les petits gnomes rouges

### Voix québécoises
- Maxime Le Flaguais : Gnoméo
- Sophie Cadieux : Juliette
- Hélène Florent : Nanette
- Mario St-Amand : Thibalt
- Marie-Chantal Perron : Lady Blueberry[2]
- Guy Nadon : Lord Redbrick
- Johanne Léveillé : Miss Montague
- Jacques Lavallée : William Shakespeare
- Manuel Tadros : Featherstone
- Olivier Visentin : Benny
- Patrick Chouinard : Fawn
- Patrice Dubois : Paris

## Bande originale
Albums de Elton John
The Union
(2010) Good Morning to the Night
(2012)
Gnomeo & Juliet: Original Soundtrack est l'album de la bande originale, publié par Buena Vista Records en 2011. Il contient des chansons (dont deux inédites) d'Elton John, qui participe également à la production du film. Il collabore ici avec Nelly Furtado et Kiki Dee. L'album regroupe également quelques compositions instrumentales de Chris Bacon et James Newton Howard (qui avait fait partie des musiciens d'Elton John dans les années 1970).
Le duo entre Elton John et Lady Gaga, Hello, Hello, est présent dans le film, mais Lady Gaga n'est pas présente sur la version album.

### Liste des titres
| 1.    | Hello Hello (version album)           | John, Bernie Taupin                 | Elton John                                                   | 3:45 |
| 2.    | Crocodile Rock                        | John, Taupin                        | Elton John & Nelly Furtado                                   | 3:27 |
| 3.    | Saturday Night's Alright For Fighting | John, Taupin                        | Elton John                                                   | 4:53 |
| 4.    | Don't Go Breaking My Heart            | John, Taupin                        | Elton John et Kiki Dee                                       | 4:31 |
| 5.    | Love Builds a Garden                  | John, Taupin                        | Elton John                                                   | 3:35 |
| 6.    | Your Song                             | John, Taupin                        | Elton John                                                   | 4:02 |
| 7.    | Rocket Man                            | John, Taupin                        | Elton John                                                   | 4:42 |
| 8.    | Tiny Dancer                           | John, Taupin                        | Elton John                                                   | 6:16 |
| 9.    | Bennie and the Jets                   | John, Taupin                        | Elton John                                                   | 5:23 |
| 10.   | Gnomeo and Juliet                     | Howard, John                        | Chris Bacon et James Newton Howard                           | 4:22 |
| 11.   | Dandelions                            | Howard, Bacon, John                 | Chris Bacon et James Newton Howard                           | 4:25 |
| 12.   | Bennie and the Bunnies                | Howard, Stuart Michael Thomas, John | Chris Bacon et James Newton Howard                           | 2:52 |
| 13.   | Terrafirminator                       | Howard, Bacon, John                 | Chris Bacon et James Newton Howard                           | 5:34 |
| 14.   | The Tiki Tiki Tiki Room               | Sherman Brothers                    | Wally Boag, Thurl Ravenscroft, Fulton Burley et The Mellomen | 2:38 |
| 60:24 |                                       |                                     |                                                              |      |

### Musiciens
- Elton John : piano, chant
- Davey Johnstone : guitares, chœurs
- Bob Birch : basse, chœurs
- Nigel Olsson : batterie, chœurs
- John Mahon : percussions, chœurs
- James Newton Howard : claviers

## Autour du film
Le 10 février 2011, la société publicitaire liée au quotidien gratuit Métro lance un buzz autour du film en éditant et distribuant une version « Gnome » au format 1/4, tirée à 50000 exemplaires et distribuée en région parisienne.

## Suite
Une suite, intitulée Sherlock Gnomes, est sortie en 2018.